# Дідюк Василь Степанович
Василь Степанович Дідюк (8 лютого 1915, с. Криволука, нині Тернопільська область — 15 вересня 2003, м. Торонто, Канада) — український громадсько-політичний діяч, журналіст, письменник, гуморист-сатирик, редактор.

## Життєпис
Василь Дідюк народився 8 лютого 1915 року в селі Криволуці, нині Білобожницької громади Чортківського району Тернопільської области України.
Навчався в Чортківській гімназії та Бучацькій учительській семінарії; теологію вивчав у Станиславові, закінчив Вищу школу політичних наук, Український господарсько-технічний інститут м. Подєбрадів (нині Чехія).
Співав і диригував при хорі Дмитра Котка. Діяльний в організації і керівництві церковним та свіцьким хорами. У роки німецької окупації протягом 14 місяців (від жовтня 1941) відбував ув'язнення в Чортківській тюрмі, з якої втік. Потім працював у відділі пропаганди і політичного виховання УПА, був редактором газети «Упівські вісті» та інших.
Перед закінченням Другої світової війни він за дорученням ОУН переїхав до Німеччини в м. Гослар, яке тоді перебувало в англійській окупаційній зоні. Працював заступником голови і культурно-освітнім референтом Українського Червоного Хреста. Також заснував товариство «Рідна школа», курси українознавства, гімназії, де викладав. Водночас диригував хорами, готував аматорські вистави. Був редактором «Таборового бюлетеня», газет «Таборове життя», «Український Скиталець». Окружний зв'язковий Ліги українських політичних в'язнів у Німеччині.
1948 року емігрував до Канади, де організував і учителював у школах міст Канади. У 1985—1991 роках працював директором товариства «Рідна школа» і курсів українознавства в Етобіко. Інспектор шкіл при Конґресі Українців Канади. Крайовий організатор Юнацтва Спілки української молоді, секретар товариства УПА. Голова Спілки українських журналістів Канади, член президії, пресовий референт Конґресу Українців Канади. Голова відділів Братства Українців Католиків Канади м. Торонто, головний секретар Братства Українців Католиків Канади, член президії Світового конгресу вільних українців, головний радник уряду Українського народного союзу, Спілки української молоді, Ліги українських політичних в'язнів, голова Об'єднання українських педагогів Торонто, секретар Асоціації діячів української культури, генеральний секретар Ліґи визволення України, генеральний секретар Світового українського визвольного фронту, президент Світової федерації українських журналістів.
З 1991 року приїжджав в Україну, зокрема на Тернопільщину.
Помер 15 вересня 2003 року в м. Торонто. Разом з дружиною Ліною Ваврик похований на українському цвинтарі Святого Володимира м. Оквілла (Канада).

## Доробок
Автор більше 1000 статей, віршів, нарисів, оповідань, рецензій, репортажів у пресі, календарях, альманахах.
Книги:
- «Україна — мій рідний край» (1963);
- «Чому я українець?» (1964);
- «На народній ниві» (т. 1, 1982; т. 2, 1985);
- «Смійтеся на здоров'я» (т. 1, 1988; т. 2, 1991; т. 3, 1994);
- «Подорож по рідному краю» (1995);
- «ОУН-УПА в боротьбі за незалежність України» (1996).

Редактор «Українського Журналіста», низки книг. 1963 року заснував видавництво «Овид», в якому випускав брошури для українознавчих курсів, економічно-господарський місячник «Проблеми». Співредактор газети «Гомін України», з 1965 року дописував до американської газети «Свобода».
У Державному архіві Тернопільської області створений фонд Василя Дідюка, до якого він передав понад 2000 одиниць книг і періодики з власної бібліотеки.

## Нагороди
- Золота медаль імені Тараса Шевченка Конґресу Українців Канади (1983)[6];
- медалі Похідних груп УПА й Онтарійського уряду;
- Хрест заслуги Вільного козацтва;
- Почесні грамоти Конґресу Українців Канади, Ліґи визволення України, Братства Українців Католиків Канади;
- Почесна грамота і Ювілейна медаль з нагоди 450-річчя Тернополя;
- Грамота-благословення від Папи Римського Івана Павла II (1990);
- Журналіст року (Конґрес Українців Канади, 1992).